# ナショナル・レディオ・クワイエット・ゾーン

NRQZはウェストバージニア州、バージニア州とメリーランド州の一部にまたがる。

ナショナル・レディオ・クワイエット・ゾーン（英語: United States National Radio Quiet Zone、NRQZ）は、科学的研究および軍の情報のために電波の送信が法律で厳重に制限される不感地帯として指定されたアメリカ合衆国の広大な地域。
バージニア州中西部のブルーリッジ山脈のおおむね東半分、ウェストバージニア州中東部のアレゲーニー山脈、およびメリーランド州のごく一部（メリーランド・パンハンドルの最南端）にまたがる。

## 所在地
NRQZは北の境界は107.0マイル (172.2 km)、南の境界は109.6マイル (176.4 km)で東西の境界は120.9マイル (194.6 km)で面積はおよそ13,000平方マイル (34,000 km2)の長方形状の土地である。バージニア州とウェストバージニア州の州境を跨ぎ、同様にメリーランド州も含まれる。
NRQZはウェストバージニア州グリーンバンクのアメリカ国立電波天文台 (NRAO) とシュガーグローブのシュガーグローブ・ステーションの中間に位置する。北緯37°30'0.4と北緯39°15'0.4と西経78°29'59.0"と西経80°29'59.2"の間の全ての土地を含む。

## 規制

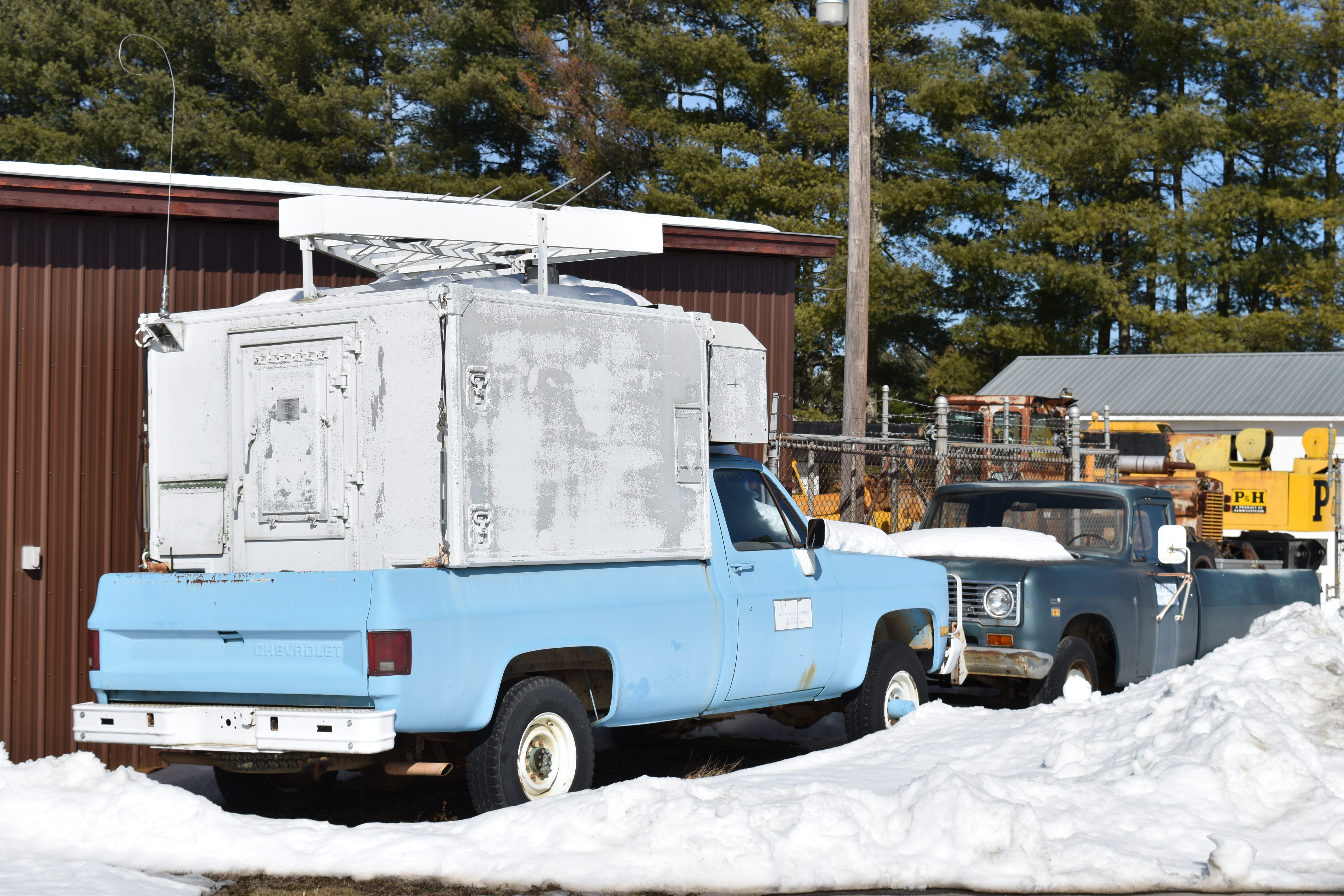
電波干渉の原因を特定するためのパトロールトラック（古いモデル）

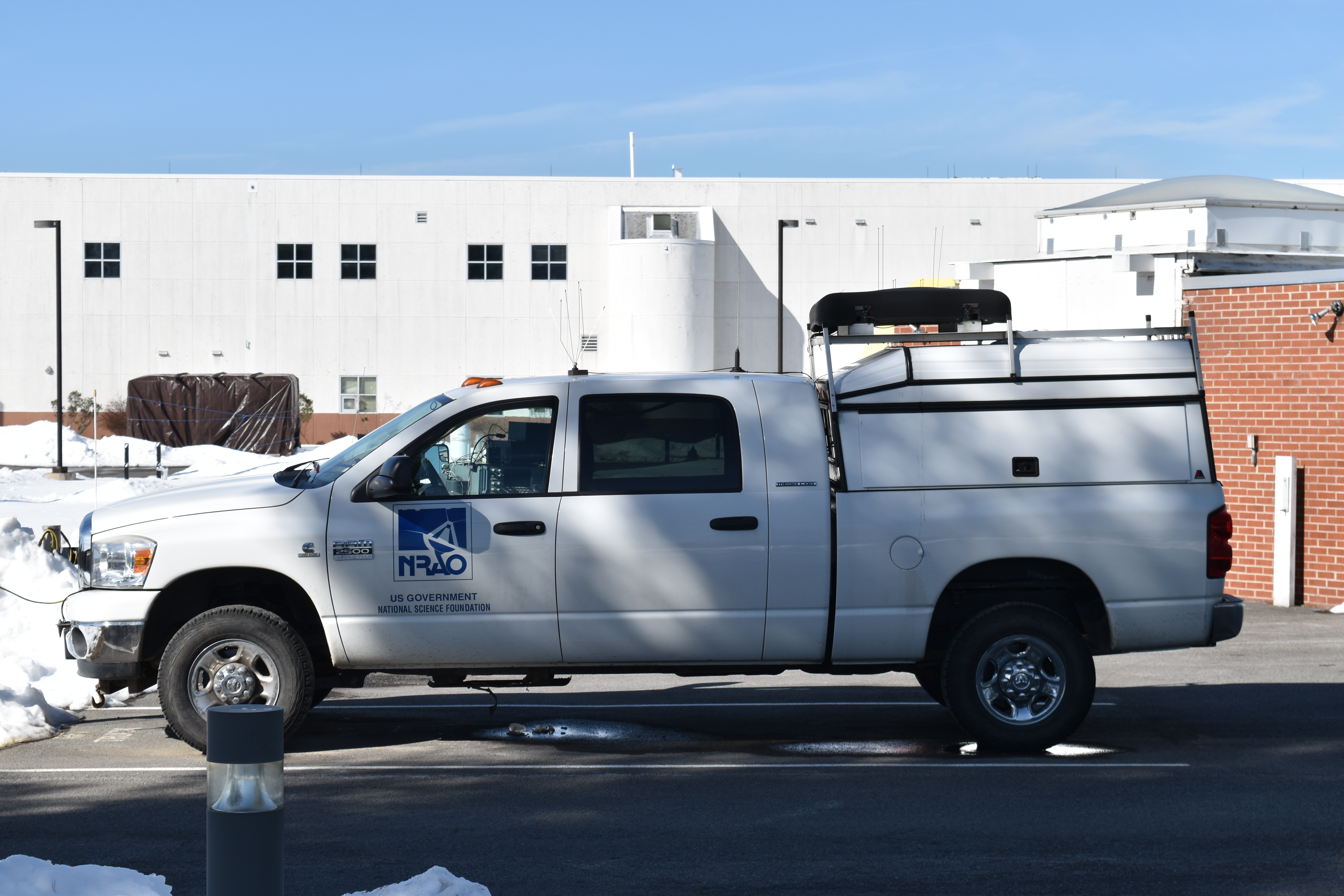
検出器を装備したパトロールトラック（最新モデル）

NRQZの周辺の放送送信所は、出力を低減し、指向性の高いアンテナを使用するように規制されている。このため、NRQZの内部でテレビを視聴するためにはケーブルテレビや衛星放送が不可欠である。グリーンバンクとシュガーグローブの施設から10マイル（16キロメートル）以内では送信の制限がさらに厳しく、無指向性・高出力の電波送信はほぼ禁止されている。
NRQZの内部では、電波送信が一切禁止されているわけではない。例えば、緊急サービス（警察、消防、救急）用の無線とCB無線は許可されている。しかし、高出力の送信機の所有者は、通常、グリーンバンク天文台と業務を調整する必要がある。NRQZ内の唯一のラジオ局はアルゲニー・マウンテン・ラジオネットワークの一部であり、AM帯の1局と、小出力FMによる中継局数局により放送している。規制の例外は、遠隔警報システム、緊急サービス用の中継局、NOAA気象放送などの公共の安全上の懸念を優先してケースバイケースで決定される。
一般市民に最も厳しい規制が課せられるのは、グリーンバンク天文台から半径20マイル（32キロメートル）以内の場所に限られている。電子レンジ、Wi-Fiルーター、故障した電気機器など、著しく高い電磁放射を発する装置について天文台は積極的に警察に通報し、市民に使用を中止するよう要請する。これは法的強制力はない（FCCならば違反者に50ドルの罰金を課すことができる）ため、解決策を見つけるために住民と協力する。
NRQZの内部では携帯電話の使用も制限されている。グリーンバンクでは規則はさらに強く、電波望遠鏡の受信機を直接見ることができる場所においてはWi-Fi機器や電子レンジを使用することはできない。指向性のある携帯電話のサービスエリアは、スノーシューの近くにある州内の主要なスキー場の一つであるスノーシュー・マウンテン・リゾートの周辺など非常に限られている。

### 保護ゾーン

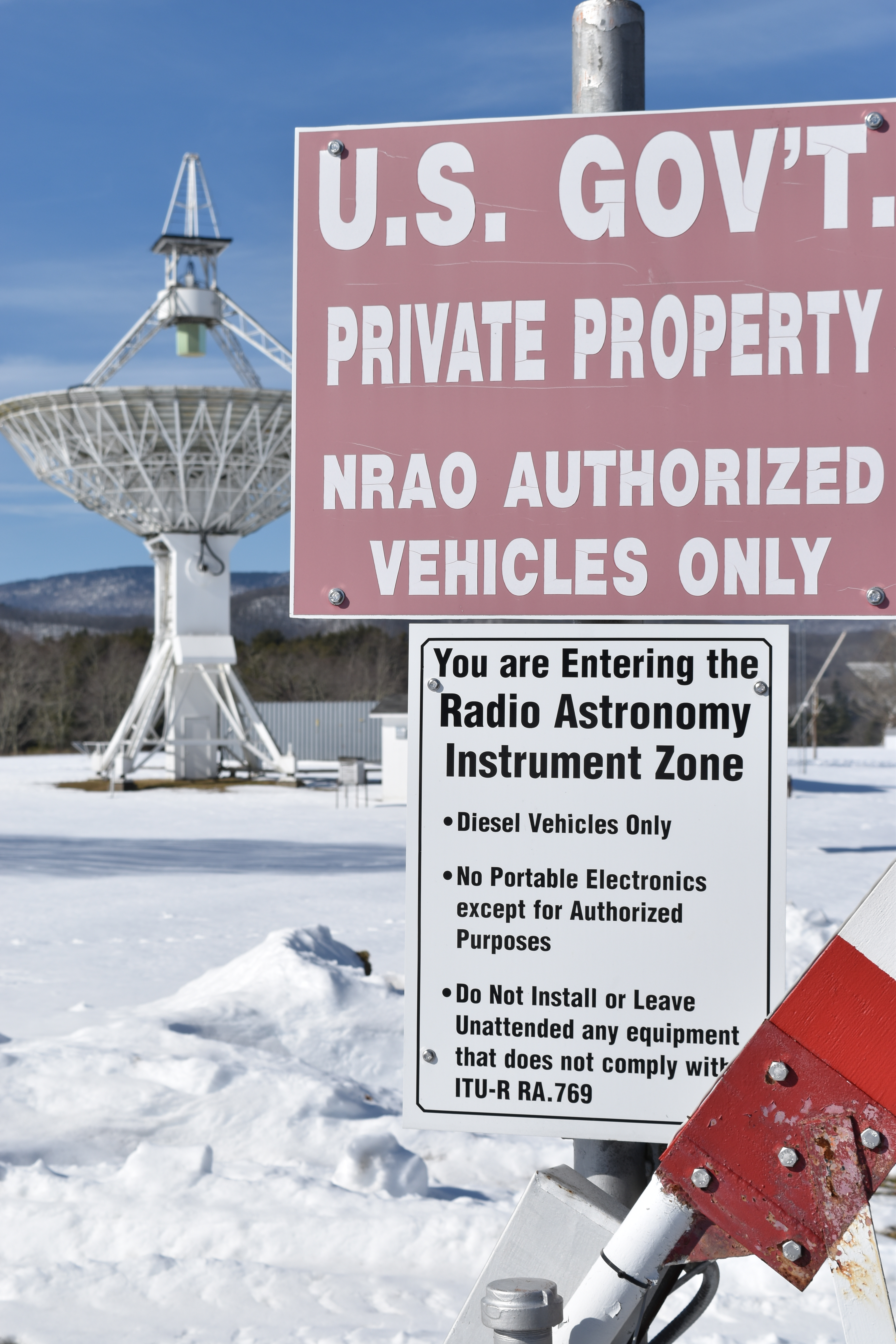
ゾーン1の入口の警告看板

グリーンバンク電波妨害防止グループ(The Green Bank Interference Protection Group)は、5つのゾーンに分けて、利用可能な法的手段に基づいて電波妨害(RFI)を管理する方針を維持している。
ゾーン1とゾーン2はグリーンバンク天文台の敷地内にある。住居用・訪問者用・研究室エリアとして設定されたわずかなエリアをゾーン2とし、それ以外のエリアはゾーン1に設定されている。ゾーン1は電波天文用機器ゾーン(Radio Astronomy Instrument Zone)とも呼ばれ、電波放射が前提の機器(intentional radiator)は持ち込みが制限される。電波放射を前提としない機器(unintentional radiator)は、電波天文観測の保護基準に関するITU-R勧告 RA.769の規定の下で操作しなければならない。ゾーン1内では、ガソリン動力の自動車の使用はエンジンの点火プラグから顕著な妨害電波が発生するため禁止され、すべての車両や機器はディーゼル動力にする必要がある。天文台建築ゾーン(Observatory Building Zone)とも呼ばれるゾーン2は、NRQZ内で許可される範囲の電波を発する機器の使用が許可されるが、Wi-Fi、コードレス電話機などの無線機器の使用は許可されていない。特定のタイプの電波放射を前提としない機器は許可されており、デジタルカメラは禁止されているが、フィルムカメラによる撮影は許可されている。
ゾーン3とゾーン4はウェストバージニア州法37A章「電波天文学ゾーニング法」(Radio Astronomy Zoning Act)によって規定されている。ゾーン3はグリーンバンク天文台から2マイル (3.2 km)以内、ゾーン4は10マイル (16 km)以内と規定され、電波の送信を規制している。これらのゾーン内では、観測への妨害が特定され、記録される。問題のある機器の所有者に元へ、妨害を排除する協力を求めるために係官が訪問する。強制は最後の手段として使用される。ゾーン4における執行は、37A章で設定された制限よりも寛容である。
ゾーン5はNRQZの境界である。グリーンバンク天文台のNRQZ管理者が規制方針を管理する。

## 使用
グリーンバンクとシュガーグローブの電波望遠鏡を妨害電波から保護するために、1958年に連邦通信委員会(FCC)はNRQZを設定した。今日では、グリーンバンク天文台がNRQZを監督している。
NRQZは、シュガーグローブにあるアメリカ海軍の海軍情報作戦コマンド(NIOC)のアンテナと受信機も保護している。NIOCは長期に渡り電子情報収集システムが置かれており、今日では、国家安全保障局(NSA)によって運営されるエシュロンの重要な基地と言われている。
この地域には、電磁波過敏症に苦しんでいると信じている人々が、電波から逃れるために移り住んでいる。

## NRQZ内の郡

### メリーランド州の郡
- ガレット郡の最南端

### バージニア州の郡
- アルベマール郡の西部
- アリゲイニー郡
- アマースト郡（南部を除く）
- アポマトックス郡の最北部
- オーガスタ郡
- バス郡
- ベッドフォード郡の最北部
- ボトトート郡の北部
- バッキンガム郡の北西部
- クレイグ郡の北部
- グリーン郡の西部
- ハイランド郡
- ネルソン郡
- ペイジ郡の西部
- ロックブリッジ郡
- ロッキンガム郡（最東端部のごく一部を除く）
- シェナンドー郡の西部

### ウェストバージニア州の郡
- バーバー郡（北部のごく一部を除く）
- ブラクストン郡の最東部
- グラント郡（北部を除く）
- グリーンブライア郡の東部
- ハンプシャー郡の西南部
- ハーディ郡
- ハリソン郡の東南部
- ルイス郡の東部
- ミネラル郡の最南部
- モンロー郡の最北部と中東部
- ニコラス郡の最東部
- ペンデルトン郡
- ポカホンタス郡
- プレストン郡の最西部と最東部
- ランドルフ郡
- テイラー郡の最南部
- タッカー県（最北部の一部を除く）
- アップシャー郡
- ウェブスター郡の中部と東部

## NRQZ内の市

### バージニア州の市
- ブエナビスタ市
- シャーロッツビル市の西半分（バージニア大学の敷地を含む）
- コビントン市
- ハリソンバーグ市
- レキシントン市
- スタントン市
- ウェインズボロ市

### ウェストバージニア州の市
- バックハノン市（英語版）
- エルキンズ市
- ウェストン市（英語版）

NRQZの外部の市
クラークスバーグ市（ウェストバージニア州）、リンチバーグ市（バージニア州）はNRQZに含まれない。